# Aldo Giuffré
Aldo Giuffré (Nápoles, Italia; 10 de abril de 1924 - Roma, Italia; 26 de junio de 2010) fue un actor teatral, cinematográfico y de doblaje italiano. Fue también director, dramaturgo y escritor.

## Biografía
Figura de la gran tradición teatral napolitana, Aldo Giuffrè era el hermano mayor del también actor Carlo. Estuvo casado con la actriz boloñesa Liana Trouché, que murió en un accidente de tráfico en 1981.
En 1979, debido a una operación de la cuerda vocal izquierda, perdió su característica voz aterciopelada, aunque eso no le impidió seguir actuando.
En 1984 fue candidato al Premio David di Donatello al mejor actor de reparto por Me envía Picone de Nanni Loy. Ganó el Premio Simpatia en dos ocasiones (1974 y 1984).
Falleció de peritonitis la noche del 26 de junio de 2010, a los 86 años de edad, en el hospital "San Filippo Neri" de Roma. Está enterrado en el Cementerio Flaminio de la misma ciudad.

### Radio
Aldo Giuffré fue locutor de radio en Nápoles durante los años 1940. Luego pasó a la sede de RAI en Roma, donde anunció el fin de la Segunda Guerra Mundial en Italia, el día 25 de abril de 1945. A lo largo de su vida volvió varias veces a trabajar en este medio, actuando en obras de radioteatro como La fidanzata del bersagliere (1960), O di uno o di nessuno de Luigi Pirandello (1965), La fiesta de cumpleaños de Harold Pinter (1965) o El enfermo imaginario de Molière, también participando en programas de entretenimiento como Gran varietà, Voi ed io (1970) y Ciao domenica (1974).

### Teatro
Vuelto a Nápoles después de la guerra, hizo su debut en el teatro actuando con la compañía de Eduardo De Filippo, donde quedaría hasta 1952, en obras como Filumena Marturano, Questi fantasmi!, Le bugie con le gambe lunghe, Le voci di dentro, La grande magia o La paura numero uno. Durante esos años, también trabajó con Luchino Visconti y Anna Magnani en los grandes clásicos de Antón Chéjov y Carlo Goldoni.
En 1950 debutó en Roma con Andreína Pagnani en Chéri de Colette. Tras trabajar en Roma con Luchino Visconti y en Nápoles con Virgilio Puecher, pasó al Piccolo Teatro de Milán, entregando una memorable actuación en Le notti dell'ira, dirigido por Giorgio Strehler (1956).
En la temporada 1972-1973 empezó a actuar junto a su hermano Carlo, concretamente en la comedia Un coperto di più de Maurizio Costanzo. La compañía de los hermanos Giuffré duró aproximadamente una década.

### Cine
En 1947 empezó también su carrera de actor cinematográfico, en la película  Assunta Spina de Mario Mattoli, con Anna Magnani. Actuó en multitud de películas, entre ellas Los cuatro días de Nápoles de Nanni Loy (1962), Ayer, hoy y mañana de Vittorio De Sica (1963) y El bueno, el feo y el malo de Sergio Leone (1966), varios films con Totò y comedias all'italiana de los años 1970. Su última aparición cinematográfica fue en La repubblica di San Gennaro de Massimo Costa (2003).

### Televisión
Desde 1960 se dedicó sobre todo a la televisión. En 1961 actuó en La trincea, serie con la que se estrenó la programación de Rai 2. Participó como actor en muchas comedias y también se desempeñó como presentador de espectáculos de variedades, como Senza rete (1973).